# Reto von Arx
Reto von Arx (* 13. September 1976 in Biel/Bienne) ist ein Schweizer Eishockeytrainer und ehemaliger Eishockeyspieler, der 20 Jahre lang für den HC Davos in der National League A aktiv war. In den Jahren 2003, 2006 und 2009 wurde der Stürmer des HC Davos mit dem Titel des MVP ausgezeichnet. Seine Stärken lagen insbesondere im Powerplay und im Boxplay. Sein Bruder Jan war ebenfalls Eishockeyspieler.

## Spielerkarriere
Reto von Arx begann seine Karriere beim SC Langnau, von wo er 1995 zusammen mit seinem Bruder Jan von Arx zum HC Davos wechselte. Mittlerweile zum Leader seiner Mannschaft berufen, wurde er von den Chicago Blackhawks in der neunten Runde an Position 271 beim NHL Entry Draft 2000 gezogen und wechselte im Herbst desselben Jahres zu den Norfolk Admirals, dem Farmteam der Chicago Blackhawks. Aufgrund seiner hervorragenden Statistiken wurde von Arx schon bald in die National Hockey League berufen, wo er der erste Schweizer Eishockeyspieler war, der in der NHL ein Tor erzielte. Nach der Rückversetzung ins Farmteam fasste er den Entschluss, am 14. Oktober 2001 in die Schweiz zurückzukehren. Er entschied sich gegen eine lukrative Offerte des SC Bern und schloss sich erneut dem HC Davos an. Zusammen mit dem ebenfalls aus der NHL zurückgekehrten Flügel Michel Riesen trug er wesentlich dazu bei, dass der HC Davos in jener Saison den 26. Meistertitel der Klub-Geschichte feiern konnte.
Am 27. Dezember 2004 verlängerte der Schlüsselspieler seinen Vertrag mit dem HC Davos, ebenso wie sein Bruder, bis 2009.

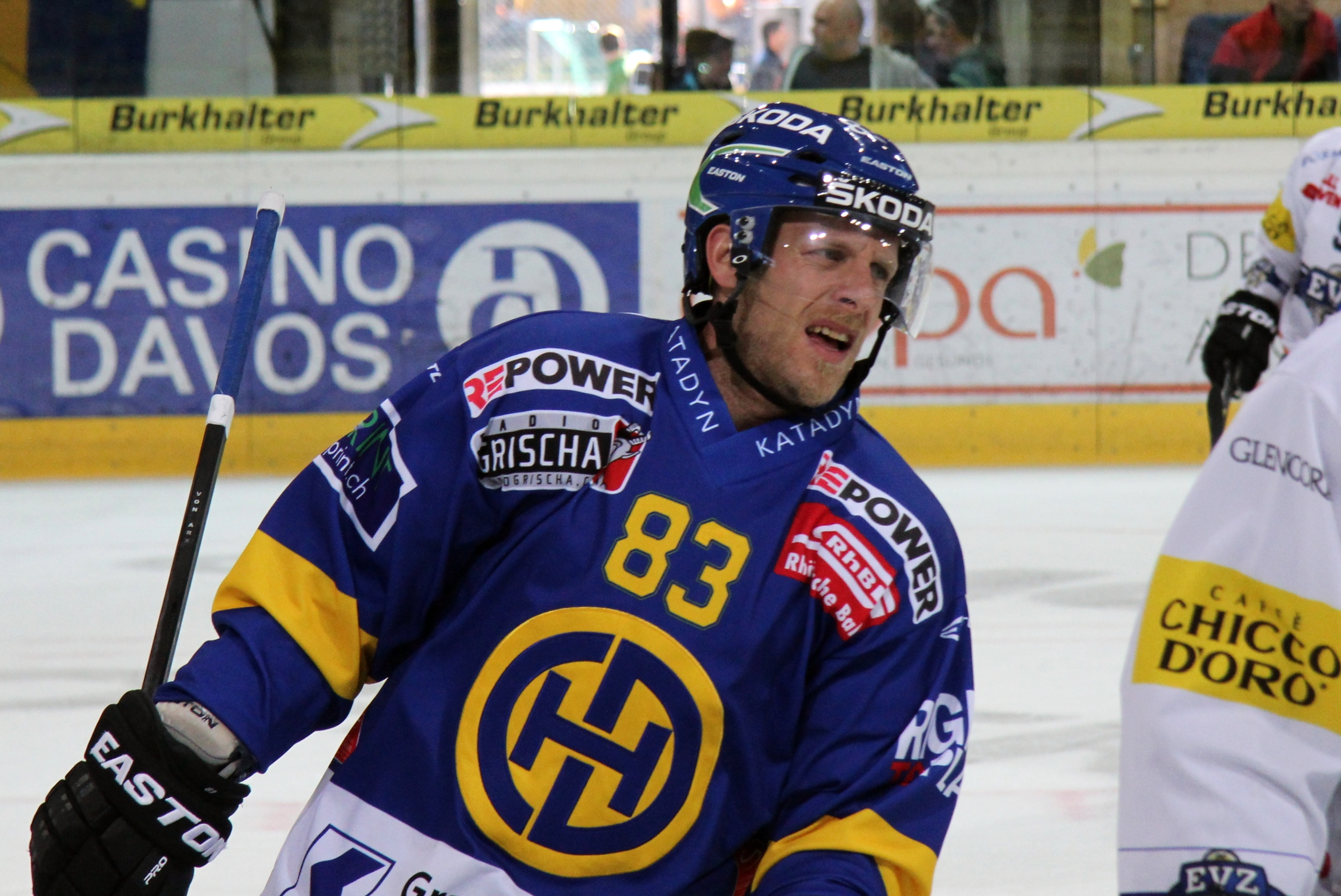
Reto von Arx, 2014

Aufgrund eines Streits zwischen von Arx und Nationaltrainer Ralph Krueger wurde der 94-fache Internationale und zeitweilige Kapitän der Schweizer Nationalmannschaft seit 2002 nicht mehr für ein Länderspiel aufgeboten. Er hatte zusammen mit Marcel Jenni während der Olympischen Spiele 2002 in Salt Lake City das Aus bei der Qualifikation zum Viertelfinale zum Anlass genommen, eine „Zechtour“ zu veranstalten, und wurde daraufhin sofort aus dem Nationalteam verbannt und nach Hause geschickt. Seither hat von Arx nie mehr für die Nationalmannschaft gespielt. Kurz vor den Olympischen Spielen 2006 von Turin, fanden intensive Gespräche zwischen Verband und seinem Trainer Arno Del Curto statt, aber keines zwischen Reto von Arx und Ralph Krueger. Im Herbst 2006 scheiterte ein „Versuch“ Kruegers, den Stürmer ins Nationalteam zurückzuholen und im Frühjahr 2010 entschied sich von Arx definitiv dazu, nicht mehr für die Nationalmannschaft zu spielen.
Reto von Arx erreichte in der sogenannten „Lockout“-Saison 2004/05 mit seinem Team in der Meisterschaft den Final und besiegte dort die ZSC Lions. Im Jahr 2007 konnte er seinen dritten Titel mit den Bündnern feiern, als die Davoser in sieben Spielen gegen den SC Bern die Oberhand behielten. Im Jahr 2009 und 2011 wurde Reto von Arx erneut Schweizermeister mit dem HCD, der Gegner hiess jeweils Kloten Flyers, 2015 konnte Reto von Arx nach dem Finalsieg gegen die ZSC Lions seinen sechsten Titel feiern.
Im Juni 2015 trat das Brüderpaar von Arx gemeinsam vom Leistungssport zurück.

## Trainerkarriere
Ab der Arosa Challenge 2015 fungierte Reto von Arx zusammen mit Felix Hollenstein als Assistent des neuen Nationaltrainers Patrick Fischer. Im Juli 2016 schied von Arx aus dem Trainerstab der Herren-Nationalmannschaft aus, blieb aber beim Schweizer Verband als Trainer der U17-Auswahl. Bis 2020 betreute er unter anderem auch die U18- und U20-Nationalmannschaft der Schweiz.
Seit September 2021 sind Reto und sein Bruder Jan Trainer des EHC Chur.

## Erfolge und Auszeichnungen
- Schweizer Meister mit dem HC Davos 2002, 2005, 2007, 2009, 2011, 2015
- Spengler Cup Sieger mit dem HC Davos 2001, 2004, 2006, 2011
- Wertvollster Spieler der NLA 2003, 2006 und 2009
- All-Star-Team des Spengler Cup 2010

## Karrierestatistik

### International
(Legende zur Spielerstatistik: Sp oder GP = absolvierte Spiele; T oder G = erzielte Tore; V oder A = erzielte Assists; Pkt oder Pts = erzielte Scorerpunkte; SM oder PIM = erhaltene Strafminuten; +/− = Plus/Minus-Bilanz; PP = erzielte Überzahltore; SH = erzielte Unterzahltore; GW = erzielte Siegtore; 1 Play-downs/Relegation; Kursiv: Statistik nicht vollständig)